# Тајов
Тајов (слч. Tajov) насељено је мјесто са административним статусом сеоске општине (слч. obec) у округу Банска Бистрица, у Банскобистричком крају, Словачка Република.

## Становништво
| Година:    | 1994. | 2004.    | 2014.    | 2024.    |
| ---------- | ----- | -------- | -------- | -------- |
| Број људи: | 391   | 504      | 598      | 661      |
| Разлика:   |       | +28,90 % | +18,65 % | +10,53 % |

| Година:    | 2023. | 2024.   |
| ---------- | ----- | ------- |
| Број људи: | 672   | 661     |
| Разлика:   |       | -1,63 % |

Према подацима о броју становника из 2011. године насеље је имало 563 становника.